# Hans Strigel der Jüngere
Hans Strigel der Jüngere (* vor 1450 in Memmingen; † 1479 ebenda) war spätgotischer Maler und Mitglied der Künstlerfamilie Strigel und der Memminger Schule.

## Leben und Wirken
Hans Strigel der Jüngere wurde vor 1450 im oberschwäbischen Memmingen als Sohn von Hans Strigel dem Älteren geboren und wird als Maler der Spätgotik angesehen. Über sein Leben ist nicht viel bekannt. Sein Sohn könnte Bernhard Strigel gewesen sein, allerdings kommt auch Ivo Strigel als dessen Vater in Betracht. Ivo Strigel ist durch den Montfort-Werdenberg-Altar (1465 entstanden) als Bruder Hans d. J. belegt.

## Werke
Viele der Werke befinden sich noch an den Plätzen, für die sie geschaffen wurden. Einige befinden sich im Strigel-Museum in Memmingen und anderen Museen.